# آمینواتیل‌اتانول‌آمین
آمینواتیل‌اتانول‌آمین (به انگلیسی: Aminoethylethanolamine) با فرمول شیمیایی C۴H۱۲N۲O یک ترکیب شیمیایی است. که جرم مولی آن ۱۰۴٫۱۵ g/mol می‌باشد. 